# Non ducor duco

Escudo de la ciudad de São Paulo.

Non ducor duco es una expresión que en latín significa: «No soy dirigido, dirijo» o «No soy conducido, conduzco». Es el lema de la ciudad de São Paulo (Brasil).
El blasón de São Paulo fue creado en 1917 por el poeta Guilherme de Almeida y José Wasth Rodrigues, ganadores del concurso instituido el 8 de marzo para la creación de un blasón para la ciudad brasileña.